# 阿爾普萊峰

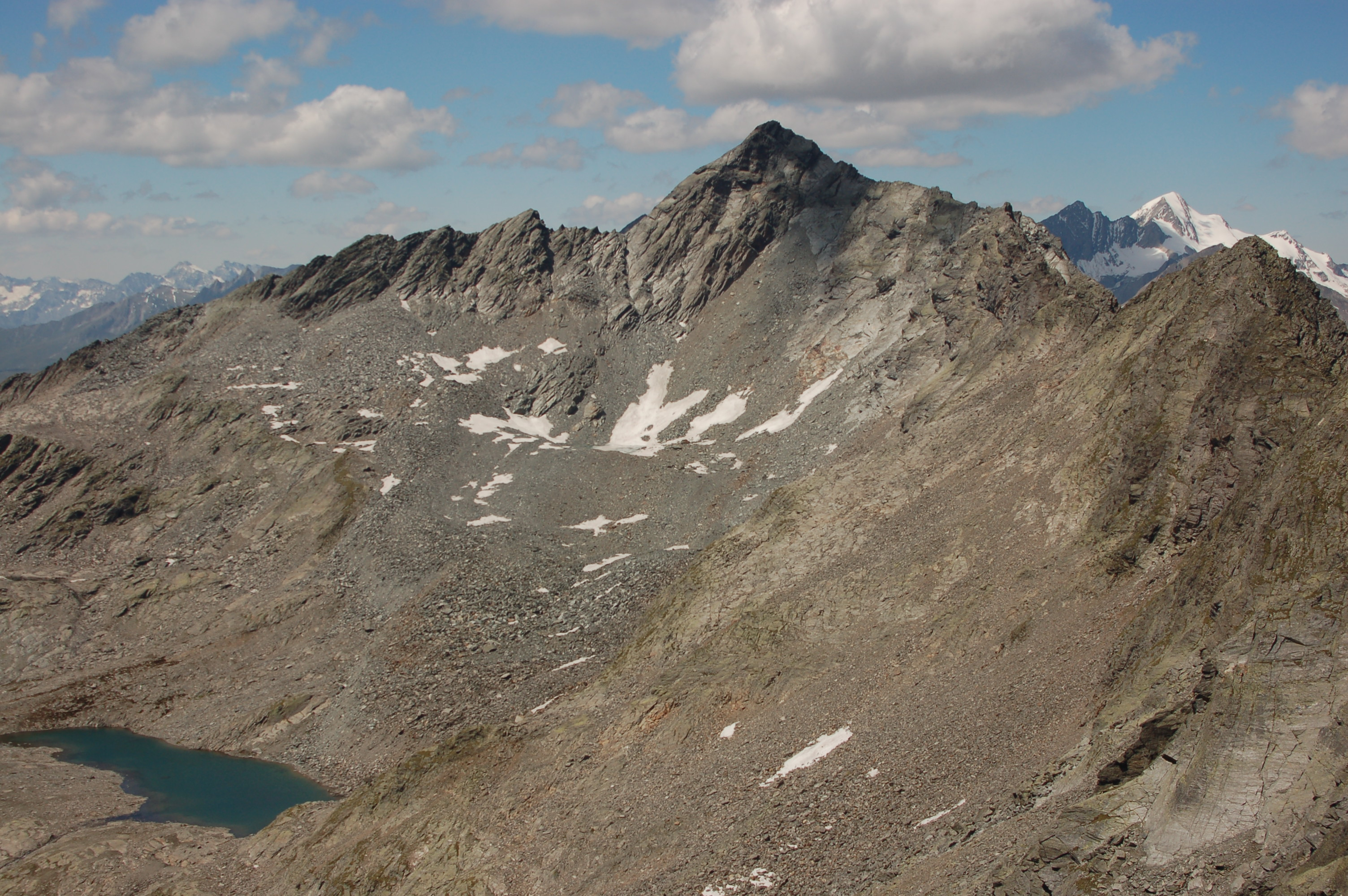

46°57′28″N 12°15′37″E / 46.957792°N 12.260326°E
阿爾普萊峰（德語：Alplesspitze），是奧地利的山峰，位於該國西部，由蒂羅爾州負責管轄，屬於維內迪傑山脈的一部分，海拔高度3,149米，每年平均降雨量1,874毫米。